# Helena Silveira
Helena Silveira (São Paulo, 1911 - 1984) fue una periodista, columnista, crítica de televisión y escritora brasileña que incursionó en la literatura urbana de Brasil.
Como periodista, se desempeñó en el periódico Folha de S. Paulo donde escribió la columna Como Helena Silverira vê TV entre 1973 y 1984, espacio de crítica televisiva considerado como una de las «grandes contribuciones» para la comprensión del género de la telenovela en Brasil.
En el ámbito literario, debutó en la década de 1940 junto a otras escritoras como Lia Correia Dutra (1908-1989), Ondina Ferreira (1909), Elisa Lispector (1911-1989), Elsie Lessa (1912-2000), Lúcia Benedetti (1914-1998) y Alina Paim (1919-2011), mientras que es considerada dentro de la oleada de escritoras paulistas de importancia de la década de 1960 junto a Eugênia Sereno, Dinorá do Vale, Evelina Germani Gomes y Lucília Almeida Prado.

## Obra
- A humilde espera (1944).
- No fundo do poço (1950).
- Mulheres Freqüentemente (1953, 1959).
- Sombra azul e carneiro branco (1960).
- Na Selva de São Paulo (1966).
- Os dias chineses (1961).
- Memória da terra assassinada (1976).
- Paisagem e memória (1983).